# Przęślowate

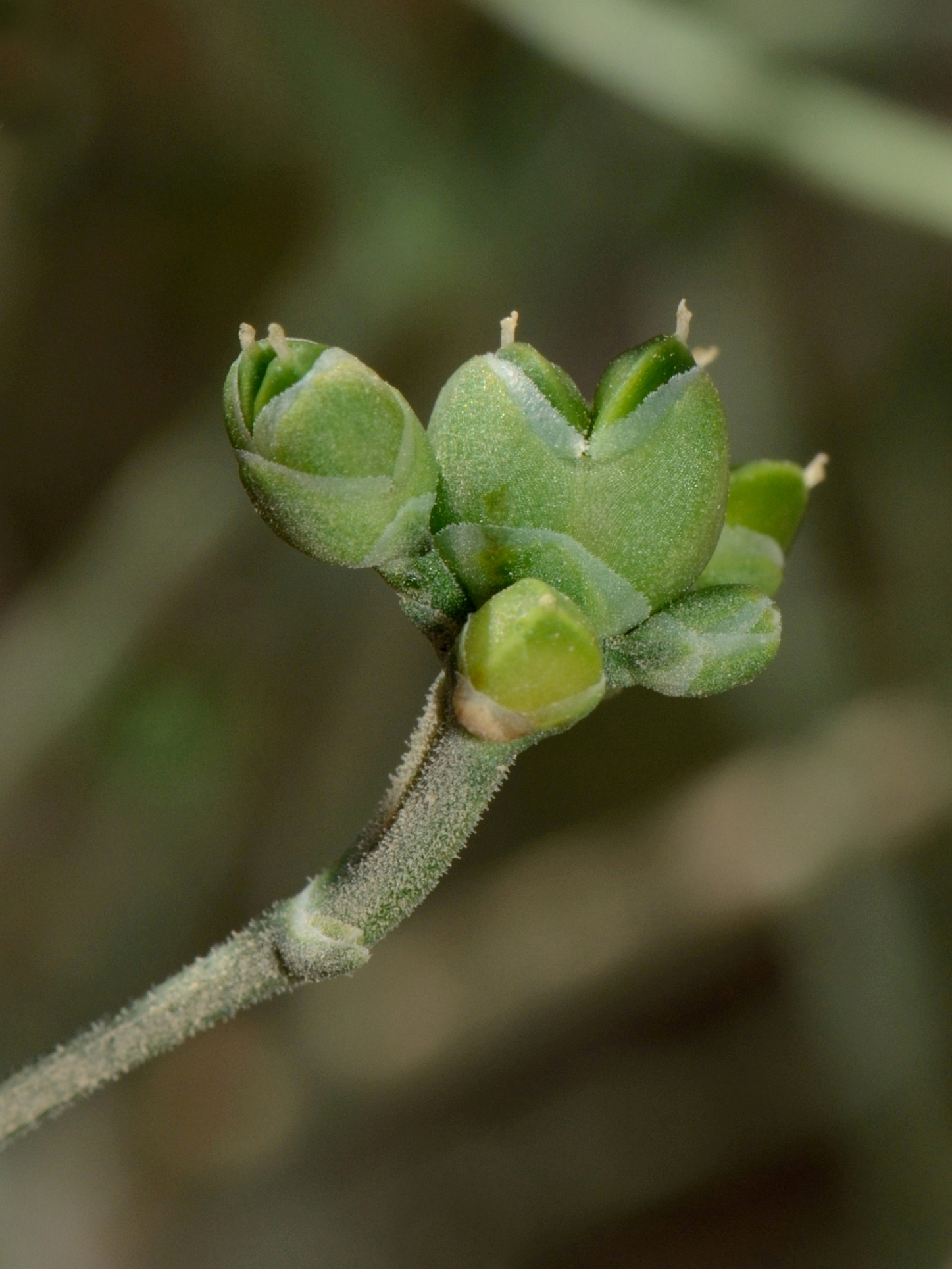
Kwiaty żeńskie Ephedra foliata

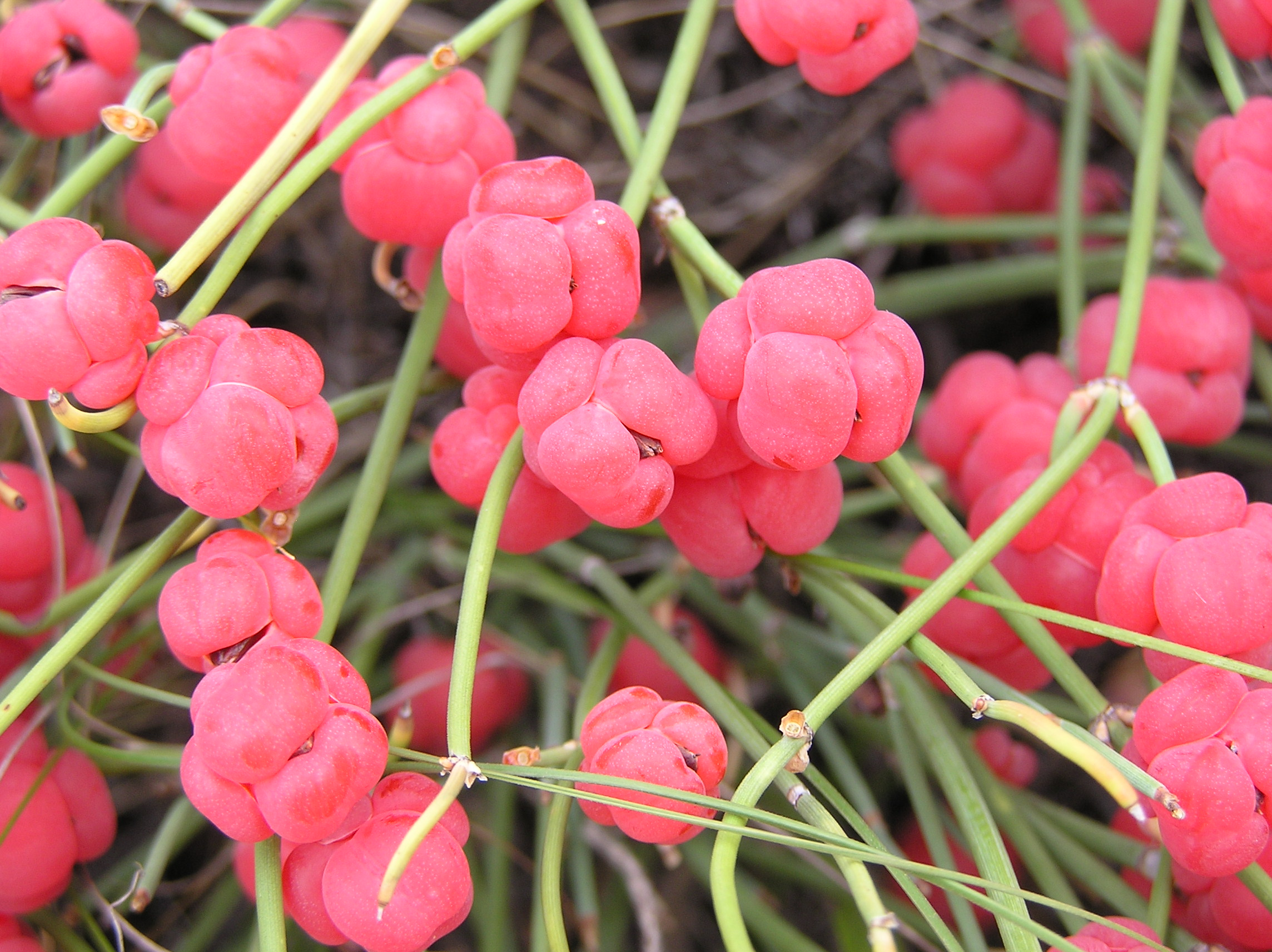
Nasiona Ephedra distachya otoczone zmięśniałymi przysadkami

Przęślowate (Ephedraceae) – monotypowa rodzina z rzędu gniotowców (Gnetales). Należy tu jeden rodzaj – przęśl (Ephedra L.) z 71 gatunkami. Rośliny te występują na terenach suchych, najczęściej na stepach i pustyniach. Największe zróżnicowanie gatunkowe znajduje się w południowo-wschodniej Europie i zachodniej Azji. W sumie na szerokim obszarze rozciągającym się od Wysp Kanaryjskich, poprzez południową Europę i północną Afrykę, po wschodnią Azję występuje ponad 40 gatunków z tego rodzaju, ok. 14 gatunków rośnie w Ameryce Północnej (zachodnia część USA i północna Meksyku) oraz ok. 13 w Ameryce Południowej (w Andach i Patagonii). W granicach współczesnej Polski przęśle nie występują, ale przęśl dwukłosowa rośnie niedaleko – w zachodniej Ukrainie i na Słowacji. Rośliny te rzadko są uprawiane, zwykle tylko w kolekcjach ogrodów botanicznych i jako ciekawostki botaniczne. Dzięki zawartości tanin i alkaloidu efedryny wykorzystywane były i są leczniczo.

## Morfologia

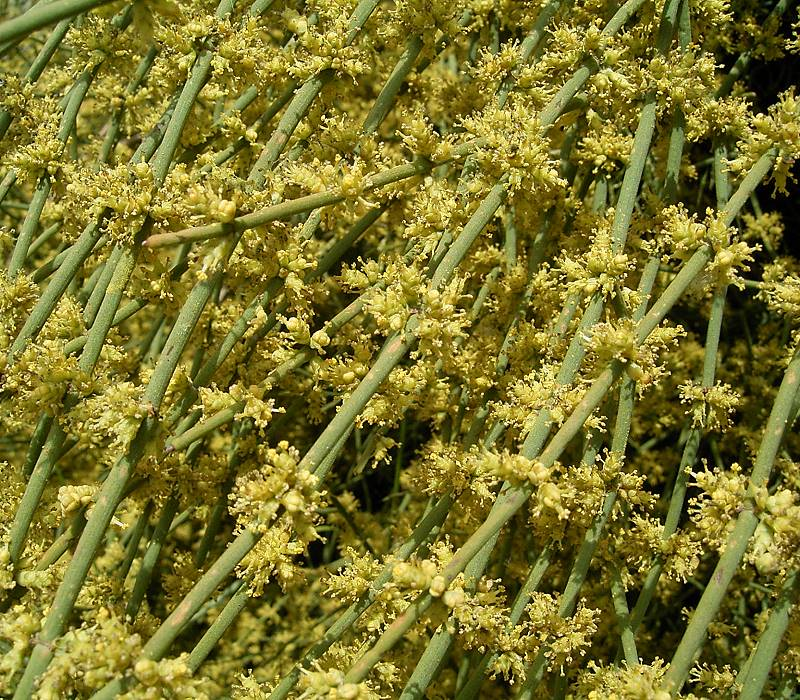
Kwitnąca Ephedra fragilis

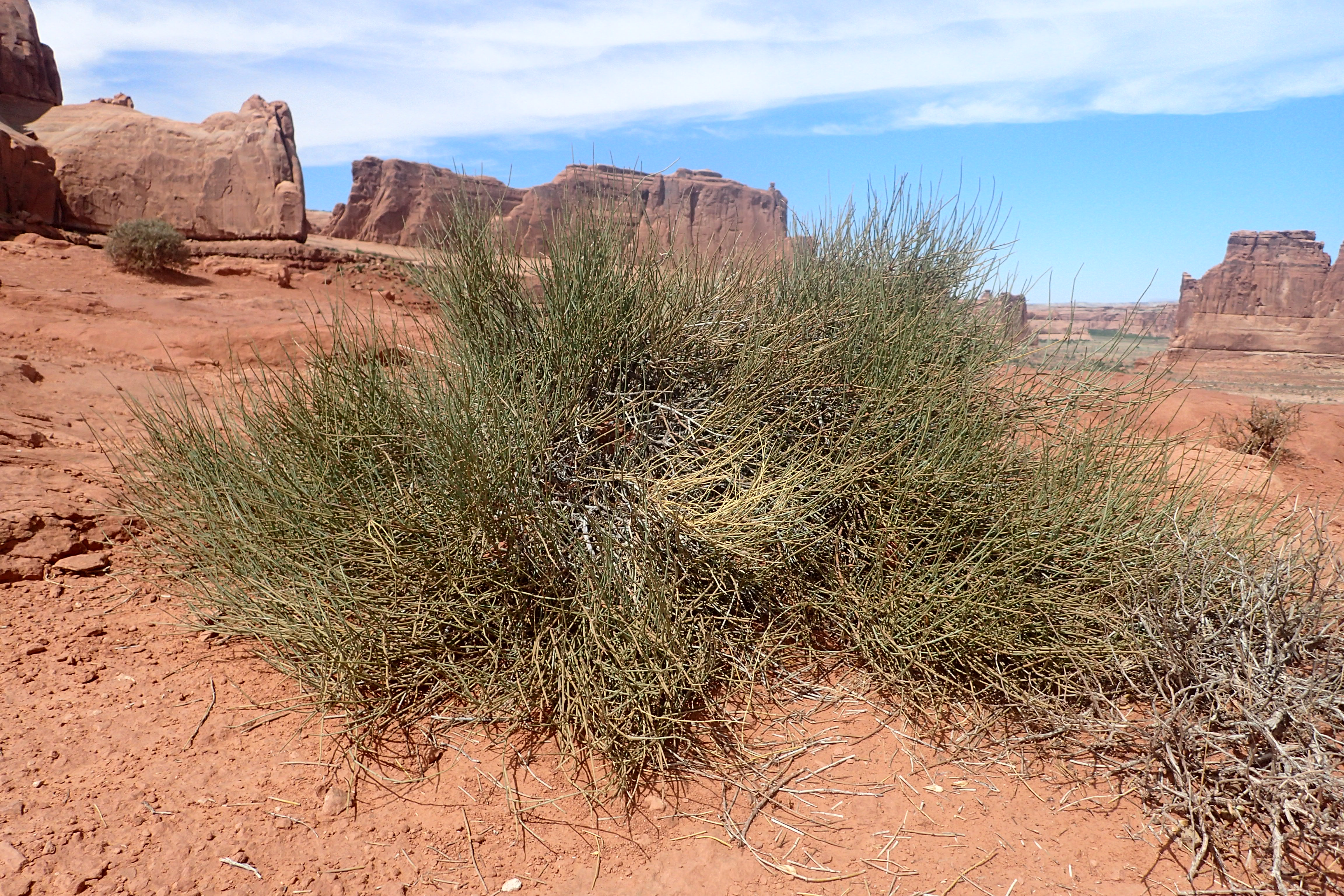
Pokrój Ephedra viridis

PokrójNiewysokie rośliny o pokroju krzewiastym (zazwyczaj do ok. 1 m wysokości), rzadziej niewysokie drzewa (do 5 m wysokości) lub pnącza. Wzniesione lub płożące łodygi są cienkie, zielone, żółtozielone lub sine, miotlasto rozgałęzione, często okółkowo, na przekroju są okrągłe, podłużnie są kreskowane lub delikatnie żebrowane, mają długie międzywęźla i nieco zgrubiałe węzły – przypominają nieco skrzypy. Łodygi pełnią funkcje asymilacyjne.
LiścieDrobne, łuskowate i szybko opadają. Wyrastają w węzłach naprzeciwlegle lub w okółkach po trzy, u nasady połączone w krótką, błoniastą pochwę. Końce liści są tępe lub zaostrzone do szczeciniasto wyciągniętych. Zwykle nie pełnią funkcji asymilacyjnej i są brązowe.
Organy generatywneNazywane w tej grupie już kwiatami, są jednopłciowe, a rośliny są dwupienne – jedne wytwarzają tylko kwiaty męskie, inne – tylko żeńskie. Rzadko zdarzają się kwiatostany obupłciowe. W kwiatach męskich mikrosporangia zrośnięte są po 2–8 w mikrosynangium wyrastające na trzoneczku spomiędzy dwóch łusek przypominających okwiat u okrytonasiennych. Kwiaty męskie wsparte dodatkowo łuskowatą przysadką zebrane są po kilka w kłos. W kwiatach żeńskich pojedynczy zalążek osadzony jest podobnie między dwoma łuskami. Między nimi a zalążkiem znajduje się integument na szczycie wyciągnięty w długą rurkę mikropylarną. Kwiaty żeńskie wsparte są przysadkami, które podczas dojrzewania nasion stają się skórzaste i suche albo mięśnieją i stają się żywo zabarwione (od barwy żółtej do ciemnobrązowej, często czerwone) przypominając w efekcie owoce okrytonasiennych. Nasiona u części gatunków są oskrzydlone.

## Biologia
RozwójMikrospory rozwijają się już w mikrosporangiach i stopień uproszczenia mikrogametofitu jest kolejną cechą bardzo podobną do okrytonasiennych. W zalążni rozwija się pojedyncza makrospora tworząc duże i wielokomórkowe przedrośle zakończone na szczycie zwykle dwiema rodniami. W sąsiedztwie rodni ścianka makrosporangium degeneruje tworząc komorę pyłkową. Ziarna pyłku (mikrospory) transportowane przez wiatr, prawdopodobnie także przenoszone przez owady, wciągane są do zalążni za pomocą wysychającej kropli słodkiego płynu (to on wabi owady). Z mikrospory rozwija się łagiewka pyłkowa przenosząca haploidalne jądra męskiego gametofitu. Jedno z tych jąder zapładnia komórkę jajową, drugie zlewa się z jądrem komórki kanałowo-brzusznej, lecz nie dzieli się dalej, jak to ma miejsce w przypadku zapłodnienia podwójnego u okrytonasiennych.
RozsiewanieNasiona otoczone mięsistymi i żywo zabarwionymi przysadkami rozsiewane są przez ptaki, natomiast te otoczone suchymi, skórzastymi przysadkami rozsiewane są przez wiatr.

## Systematyka
Pozycja systematyczna według Simpsona (2010) i APweb
|  | Ephedraceae – przęślowate                                                                  |
|  |                                                                                            |
|  | \| \| Welwitschiaceae – welwiczjowate \| \| \| \| \| \| Gnetaceae – gniotowate \| \| \| \| |
|  |                                                                                            |
|  | Welwitschiaceae – welwiczjowate                                                            |
|  |                                                                                            |
|  | Gnetaceae – gniotowate                                                                     |
|  |                                                                                            |

|  | Welwitschiaceae – welwiczjowate |
|  |                                 |
|  | Gnetaceae – gniotowate          |
|  |                                 |

Podział i wykaz gatunków
Rodzaj: Ephedra Linnaeus, Sp. Pl. 1040. 1 Mai 1753 (gatunek typowy: E. distachya Linnaeus)
Wykaz gatunków
- Ephedra alata Decne.
- Ephedra altissima Desf.
- Ephedra americana Humb. & Bonpl. ex Willd.
- Ephedra antisyphilitica Berland. ex C.A.Mey.
- Ephedra aphylla Forssk.
- Ephedra × arenicola H.C.Cutler
- Ephedra aspera Engelm. ex S.Watson
- Ephedra aurantiaca Takht. & Pachom.
- Ephedra boelckei F.A.Roig
- Ephedra botschantzevii Pachom.
- Ephedra breana Phil.
- Ephedra brevifoliata Ghahr.
- Ephedra californica S.Watson
- Ephedra chilensis C.Presl
- Ephedra compacta Rose
- Ephedra coryi E.L.Reed
- Ephedra cutleri Peebles
- Ephedra dahurica Turcz.
- Ephedra dawuensis Y.Yang
- Ephedra distachya L. – przęśl dwukłosowa, przęśl ostra
- Ephedra × eleutherolepis V.A.Nikitin
- Ephedra equisetina Bunge – przęśl skrzypowata
- Ephedra fasciculata A.Nelson
- Ephedra fedtschenkoae Paulsen
- Ephedra foeminea Forssk.
- Ephedra foliata Boiss. ex C.A.Mey.
- Ephedra fragilis Desf.
- Ephedra frustillata Miers
- Ephedra funerea Coville & C.V.Morton
- Ephedra gerardiana Wall. ex Klotzsch & Garcke
- Ephedra gracilis Phil. ex Stapf
- Ephedra holoptera Riedl
- Ephedra intermedia Schrenk & C.A.Mey.
- Ephedra kardangensis P.Sharma & P.L.Uniyal
- Ephedra khurikensis P.Sharma & P.L.Uniyal
- Ephedra laristanica Assadi
- Ephedra likiangensis Florin
- Ephedra lomatolepis Schrenk
- Ephedra major Host
- Ephedra milleri Freitag & Maier-St.
- Ephedra minuta Florin
- Ephedra monosperma J.G.Gmel. ex C.A.Mey.
- Ephedra multiflora Phil. ex Stapf
- Ephedra nevadensis S.Watson
- Ephedra ochreata Miers
- Ephedra oxyphylla Riedl
- Ephedra pachyclada Boiss.
- Ephedra pangiensis Rita Singh & P.Sharma
- Ephedra pedunculata Engelm. ex S.Watson
- Ephedra pentandra Pachom.
- Ephedra procera C.A.Mey.
- Ephedra przewalskii Stapf
- Ephedra pseudodistachya Pachom.
- Ephedra regeliana Florin
- Ephedra rhytidosperma Pachom.
- Ephedra rituensis Y.Yang, D.Z.Fu & G.H.Zhu
- Ephedra rupestris Benth.
- Ephedra sarcocarpa Aitch. & Hemsl.
- Ephedra saxatilis (Stapf) Royle ex Florin
- Ephedra sinica Stapf – przęśl chińska
- Ephedra somalensis Freitag & Maier-St.
- Ephedra strobilacea Bunge
- Ephedra sumlingensis P.Sharma & P.L.Uniyal
- Ephedra tilhoana Maire
- Ephedra torreyana S.Watson
- Ephedra transitoria Riedl
- Ephedra triandra Tul.
- Ephedra trifurca Torr. ex S.Watson
- Ephedra trifurcata Zöllner
- Ephedra tweedieana C.A.Mey.
- Ephedra viridis Coville
- Ephedra vvedenskyi Pachom.
- Ephedra yangthangensis P.Sharma & Rita Singh

## Znaczenie w kulcie hinduistycznym
W przęśli upatruje się rośliny rytualnej, znanej wedyjskim wieszczom jako soma. Znaleziono przęśl na stanowiskach archeologicznych na domniemanej trasie wędrówki Ariów.